# Venka Asenova
Venka Asenova, bolgarska šahistka in šahovska velemojstrica, * 1930, † 1986, Bolgarija.